# Aleochara unicolor
Aleochara unicolor är en skalbaggsart som beskrevs av Jan Klimaszewski 1984. Aleochara unicolor ingår i släktet Aleochara och familjen kortvingar. Inga underarter finns listade i Catalogue of Life.